# Kafartab
Kafartab est une place forte située au nord-ouest de la Syrie durant la période médiévale, au nord de Shaizar, près des pentes méridionales du Jabal Zawiya. Selon le géographe français Robert Boulanger, Kafartab se trouve à quatre kilomètres au nord-ouest de Khan Cheikhoun.

## Histoire
Au cours de la deuxième Fitna, la cité de Kafartab soutient Al-Hussein ibn Ali face aux Omeyyades dirigés par Yazīd Ier. Par la suite, sous les Abbassides, Kafartab est localisée par le géographe Al-Yaqubi au centre d'une plaine désertique, dont l'approvisionnement en eau dépend des rares pluies saisonnières. En 985, elle est répertoriée parmi les cités de la province d'Homs. 
Kafartab was besieged by the Banu Kilab tribe in 1012 to pressure the emir of Aleppo, Mansur ibn Lu'lu', to release Kilabi prisoners being held in the Citadel of Aleppo; the attempt failed as Kafartab's defenders repelled the Kilabi tribesmen.[6] In 1026, when the region around the town was ruled by the Kilabi Mirdasid dynasty, the emir of Aleppo, Salih ibn Mirdas, awarded Kafartab to the Banu Munqidh as a feudal territory. The Banu Munqidh were a family from the Kinanah tribe.[7] Until 1080, Kafartab served as their principal headquarters, after which Shaizar became their main fortress.[8] Kafartab's emir in 1041 was reported to be a member of the family named Muqallad.[7] In 1047, it was visited by the Persian traveler Nasir Khusraw.[5] 
En 1012, la ville est assiégée par les Banu Kilab, qui font alors pression sur l'émir d'Alep, Mansour ibn Lu'lu', pour qu'il libère des prisonniers de cette tribu enfermés dans la citadelle d'Alep. Cependant, Kafartab repousse les assaillants. En 1026, la ville est cédée aux Banu Munqidh par Salah ibn Mirdas, comme fief d'Alep. Jusqu'en 1080, la cité est le centre de la tribu des Munqidh, avant d'être supplantée par Shaizar. En 1047, la ville est visitée par le voyageur Nasir e Khosraw.
En 1100, la ville est prise par Raymond de Saint-Gilles mais abandonnée par sa garnison dès 1104. En 1106, les Croisés menés par Tancrède d'Antioche reprennent la cité, qui devient au centre des guerres avec les Turcs, plus particulièrement les forces de l'émir Bursuq II qui s'en emparent brièvement en 1115. Raymond II d'Antioche doit intervenir pour la reconquérir. C'est au printemps 1135 que les Musulmans sont en mesure de durablement la réoccuper, grâce à l'offensive des Zengides qui prend plusieurs forteresses de la principauté d'Antioche, dont Zardana, Atarib et Maarrat al-Numan. En 1157, un séisme détruit une grande partie de la ville, tandis que la quasi-totalité de la famille des Banu Munqidh est tuée. Dix ans plus tard, la ville est cédée à Saladin en récompense de ses succès en Egypte. Bien vite, le chef de guerre musulman conquiert la Syrie et convient d'une trêve avec les Zengides, par laquelle il les laisse autonomes mais conserve Kafartab. En 1202, Kafartab est tenue par l'émir des Ayyoubides El-Malik ed-Zahir Ghazi. En 1241, elle est prise et mise à sac par les Khwarezmchahs. 